# Åtvidabergs Fotbollförening

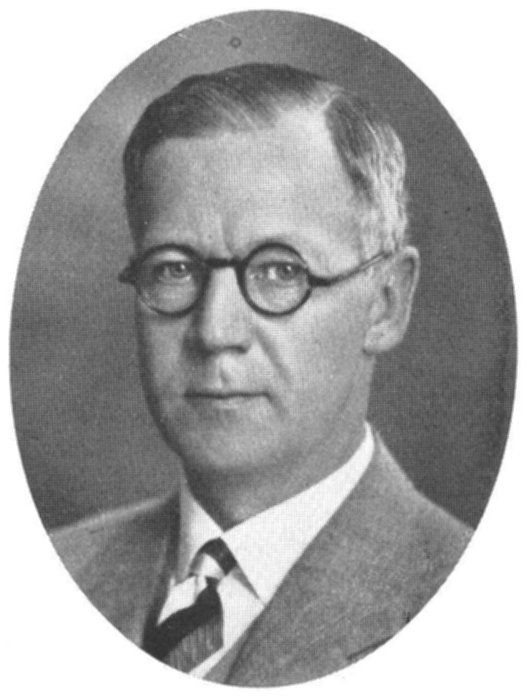
Elof Ericsson (1887–1961), el que cambió al historia del club en la década de los años 1930s.

El Åtvidabergs FF es un club de fútbol de Suecia de la ciudad de Atvidaberg, juega en la Cuarta División de Suecia y cuenta con 2 Títulos de Allsvenskan en su palmarés. 

## Historia
El club, fundado 1 de julio de 1907 con el nombre de Åtvidabergs SI, actualmente juega en la Tercera División de Suecia. El club cambió al nombre actual en la temporada 1935-36. El club tuvo su mejor momento en la década de 1970, cuando ganó dos títulos de la Primera División de Suecia. 

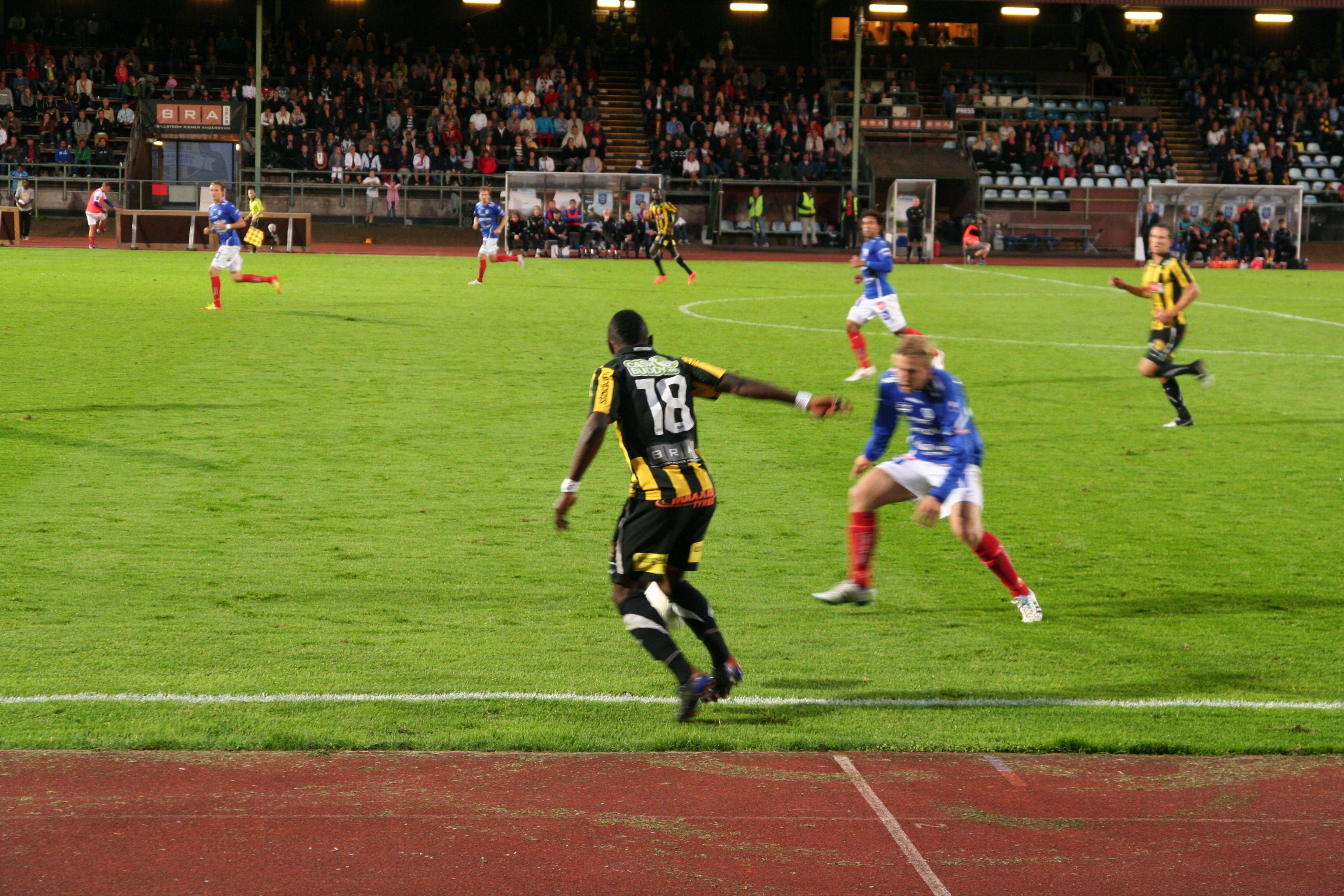
Åtvidabergs ante el BK Häcken en la Allsvenskan 2012.

En el otoño de 2005, un mandatario de alto rango causó un gran revuelo en Atvidaberg al sugerir el traslado a Linköping, como única manera de generar ingresos suficientes para convertirse en un equipo de élite. Linköping es la ciudad más grande de Östergötland y carece de un equipo de fútbol de primera. 
A finales de ese mismo año, el Åtvidabergs FF llegó a la final de la Copa de Suecia. Debido a que el otro equipo en la final, el Djurgårdens IF, ya era campeón de Suecia, el Åtvidabergs FF consiguió la clasificación para la Copa de la UEFA en la temporada 2006-07, aunque perdió 2-0 en la final. 

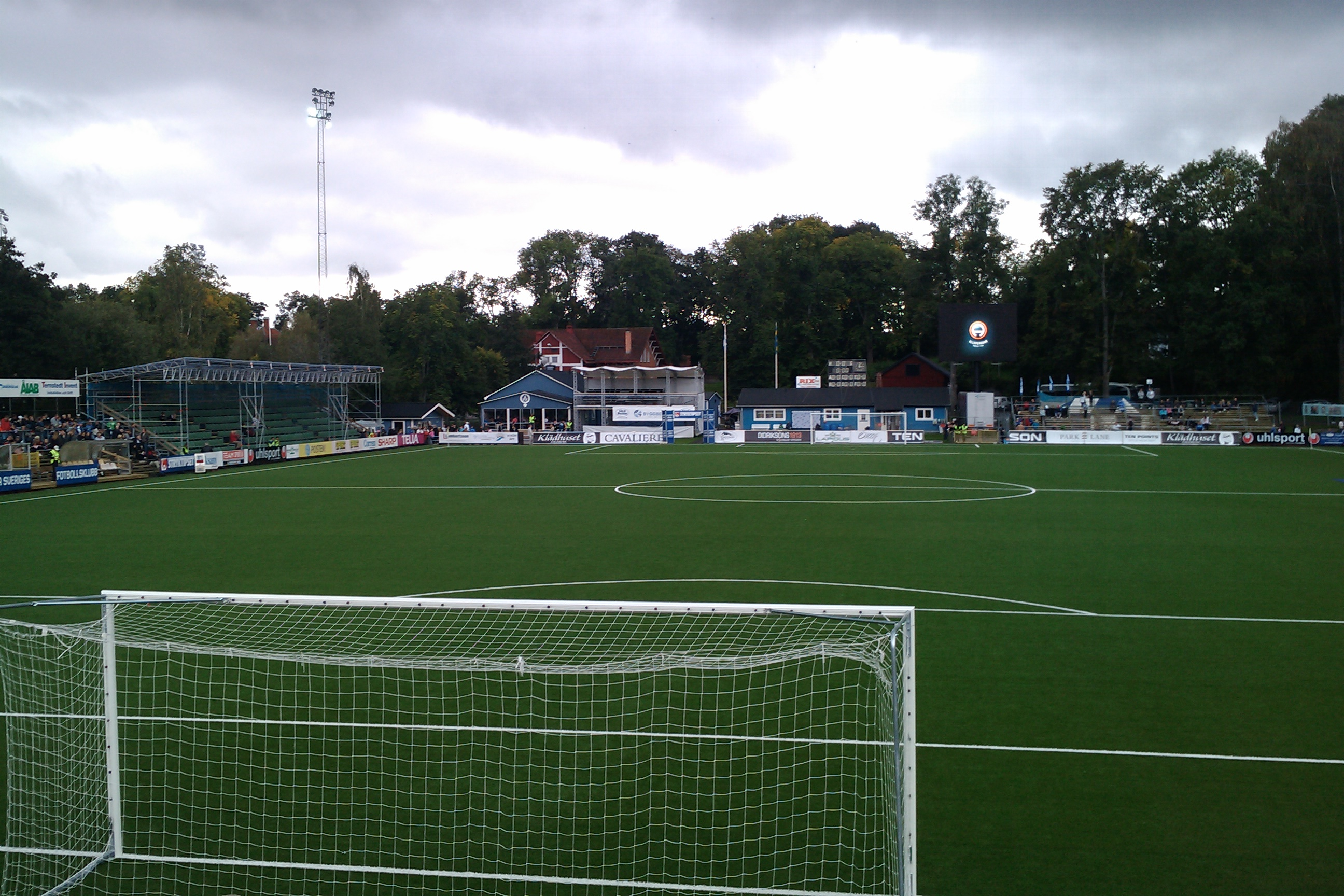
El Kopparvallen luego de su remodelación entre 2011–2012.

En la primera ronda de la temporada 2008 de la Copa de la UEFA, que se enfrentó al Grasshoppers, el equipo suizo venció al Åtvidaberg con un total de 8 goles en dos partidos (0-3, 5-0), eliminando así al Åtvidaberg de la copa.

## Palmarés
- Allsvenskan: 2

1972, 1973
- Superettan: 1

2011
- Copa de Suecia: 2

1970, 1971

## Jugadores

### Plantilla 2016
- = Lesionado de larga duración

## Entrenadores recientes
- Peter Swärdh (2013-2014)
- Andreas Thomsson (2010-2012)
- Daniel Wiklund (2009-2010)
- Peter Swärdh (2007-2008)
- Kent Karlsson (2004-2006)
- Steve Creutz con Hans "Lerdala" Andersson (2000-2003)
- Jörgen Augustsson (2000)
- Mats "Tott" Karlsson (1997-1999)
- Håkan Stenbäck (1989)
- Conny Torstensson (1986)
- Bo-Leine Larsson
- Sven-Agne Larsson (1971-1973)
- Bengt Gustavsson (1966-1970)
- Antonio Durán (1960-1963)
- Karl Durspekt (1956-1957)
- George Raynor (1952-1954)
- József Nagy (1948-1952)
- Erik Almgren (1948)
- Kálmán Konrád (1942-1947)

## Participación en competiciones europeas
| Temporada | Competición      | Ronda | Club                     | Cómputo global | Ida     | Vuelta     |
| --------- | ---------------- | ----- | ------------------------ | -------------- | ------- | ---------- |
| 1970/71   | Recopa de Europa | Q     | Partizan Tirana          | 1-3            | 1–1 (C) | 0–2 (F)    |
| 1971/72   | Recopa de Europa | 1R    | Zagłębie Sosnowiec       | 5-4            | 4–3 (F) | 1–1 (C)    |
| 1971/72   | Recopa de Europa | 1/8   | Chelsea FC               | 1-1 u          | 0–0 (C) | 1–1 (F)    |
| 1971/72   | Recopa de Europa | 1/4   | BFC Dynamo Berlin        | 2-4            | 0–2 (C) | 2–2 (F)    |
| 1972/73   | UEFA Cup         | 1R    | Club Brugge              | 5-6            | 3–5 (C) | 2–1 (F)    |
| 1973/74   | Copa de Europa   | 1R    | FC Bayern München        | 4-4 (3-4 p)    | 1–3 (F) | 3–1 pr (C) |
| 1974/75   | Copa de Europa   | 1R    | CS Universitatea Craiova | 4-3            | 1–2 (F) | 3–1 (C)    |
| 1974/75   | Copa de Europa   | 1/8   | HJK Helsinki             | 4-0            | 3–0 (F) | 1–0 (C)    |
| 1974/75   | Copa de Europa   | 1/4   | FC Barcelona             | 0-5            | 0–2 (F) | 0–3 (C)    |
| 2006/07   | UEFA Cup         | 1Q    | Etzella Ettelbruck       | 7-0            | 4–0 (C) | 3–0 (F)    |
| 2006/07   | UEFA Cup         | 2Q    | SK Brann                 | 4-4 u          | 3–3 (F) | 1–1 (C)    |
| 2006/07   | UEFA Cup         | 1R    | Grasshopper Club Zürich  | 0-8            | 0–3 (C) | 0–5 (F)    |